# Charlie Chan's Courage
Pour plus de détails, voir Fiche technique et Distribution.
Charlie Chan's Courage est un film américain réalisé par Eugene Forde, sorti en 1934.

## Synopsis
Le détective Charlie Chan est engagé pour transporter un collier de perles. Lorsque son employeur est assassiné, il se fait passer pour un serviteur chinois, Ah Kim, pour tenter de démasquer le meurtrier.

## Fiche technique
- Titre original : Charlie Chan's Courage
- Réalisation : Eugene Forde et George Hadden
- Photographie : Hal Mohr
- Musique : David Buttolph
- Scénario : Seton I. Miller, d'après l'œuvre d'Earl Derr Biggers
- Costumes : Sam Benson (non crédité)
- Société de production et de distribution : Fox Film Corporation
- Pays d'origine : États-Unis
- Langue : anglais
- Format : Noir et blanc - 35 mm - 1,85:1 - Mono
- Genre : Film policier
- Durée : 70 minutes
- Date de sortie :
  - États-Unis : 6 juillet 1934

## Distribution
- Warner Oland : Charlie Chan
- Drue Leyton : Paula Graham
- Donald Woods : Bob Crawford
- Paul Harvey : J.P. Madden / Jerry Delaney
- Murray Kinnell : Martin Thorne
- Reginald Mason : Alexander Crawford
- Virginia Hammond : Mrs. Sally Jordan
- Si Jenks : Will Holley
- Harvey Clark : Professeur Gamble
- Jerry Jerome : Maydorf
- Jack Carter : Victor Jordan
- James Wang : Wong
- DeWitt Jennings : Constable Brackett
- Francis Ford : Hewitt
- Lucille Miller : la sténo
- Lita Chevret

## À noter
- C'est le cinquième film dans lequel Warner Oland joue le détective sino-américain Charlie Chan.
- Il s'agit du remake d'un film muet de 1927, The Chinese Parrot ; tous les deux sont considérés comme perdus.

## Crédit d'auteurs
- (en) Cet article est partiellement ou en totalité issu de l’article de Wikipédia en anglais intitulé « Charlie Chan's Courage » (voir la liste des auteurs).